# Arbeidermaktgruppa
Arbeidermaktgruppa (AMG) var en norsk vänstersocialistisk organisation, bildad i november 1981 av revolutionärer med bakgrund i Sosialistisk Ungdom (SU).
I slutet av 1970-talet hade syndikalistiska och trotskistiska krafter inom SU gemensamt börjat formera sig, i opposition mot moderpartiet Sosialistisk Venstreparti:s reformistiska politik. I början av 1980 hade man tagit över såväl Osloavdelningen som SU:s tidning Ungsosialisten. Oppositionen hade också avsevärt stöd i lokalavdelningarna i Bergen, Trondheim och Tromsø.
Vid SU:s kongress i november 1981 gjorde SV:s och SU:s centralstyrelser sig kvitt oppositionen genom att den 13 november formellt upplösa SU för att dagen därpå återbilda SU på en annan plats.
En vecka senare grundade den sidsteppade, revolutionära oppositionen organisationen Arbeidermaktgruppa och startade månadstidskriften Arbeidermakt. Strax efteråt anslöt sig en liten grupp anhängare av Fjärde internationalen till AMG.
AMG engagerade sig i utomparlamentariskt arbete som husockupationer, illegala strejker och andra protestaktioner.
I februari 1985 lämnade en stor minoritet AMG och bildade Internasjonale Sosialistar (IS).
1991 beslutade AMG att gå upp i Raud Valallianse (RV) sedan denna organisation brutit med det maoistiska AKP (m-l). AMG verkade sedan några år som en organiserad grupp inom RV men när AMG upplöstes i mitten av 1990-talet gick AMG:arna skilda vägar. Några gick vid millennieskiftet samman med andra vänsterkrafter och bildade Forbundet Internasjonalen (FIN). Andra fortsatte att utgöra en liten, icke-stalinistisk alternativströmning inom RV till dess att RV 2007 gick samman med Arbeidernes Kommunistparti och bildade partiet Raudt.
När Jan Jacobsen och Steinar Nørstebø 2008 lämnade Raudts lokalavdelning i Bergen, i protest mot att dogmatiker tagit över det nybildade partiets själ, så innebar det en allvarlig försvagning av AMG-strömningen inom partiet.